# Eurhynchium sprengelii
Eurhynchium sprengelii är en bladmossart som beskrevs av Georg Friedrich von Jaeger 1878. Eurhynchium sprengelii ingår i släktet sprötmossor, och familjen Brachytheciaceae. Inga underarter finns listade i Catalogue of Life.